# Kuba Mańkowski
Jakub „Kuba” Mańkowski (ur. 27 września 1979 w Gdańsku) – polski muzyk, kompozytor, wokalista, autor tekstów i multiinstrumentalista, a także producent muzyczny, inżynier dźwięku i aranżer. Autor muzyki do filmów i spektakli teatralnych. Założyciel i właściciel gdyńskiego studia nagrań Sounds Great Promotion. Lider metalowego zespołu Pneuma. Współpracował z takimi artystami jak Patrycja Markowska, Behemoth, Czesław Mozil, Mietek Szcześniak czy Piotr Kupicha. Współtworzył także krótkotrwały projekt Rio Boss wraz z Liberem i Sylwią Grzeszczak.

## Dyskografia
| Album                                           | Rok  | Uwagi                                                         | Źródło |
| ----------------------------------------------- | ---- | ------------------------------------------------------------- | ------ |
| Acid Drinkers – Fishdick                        | 1994 | gościnnie gitara                                              | [ 2 ]  |
| Ascetoholix – Adsum                             | 2006 | gitara                                                        | [ 3 ]  |
| Behemoth – The Apostasy                         | 2007 | aranżacje, dyrygent chóru                                     | [ 4 ]  |
| Sylwia Grzeszczak, Liber – Ona i On             | 2008 | muzyka, gitara                                                | [ 5 ]  |
| Behemoth – Ezkaton                              | 2008 | inżynieria dźwięku                                            | [ 6 ]  |
| Behemoth – At The Arena ov Aion - Live Apostasy | 2008 | edycja cyfrowa                                                | [ 7 ]  |
| Kapela ze Wsi Warszawa – Wymixowanie/Upmixing   | 2008 | remiks utworu „The Owl"                                       | [ 8 ]  |
| Blindead – Impulse                              | 2009 | produkcja muzyczna                                            | [ 9 ]  |
| Behemoth – Evangelion                           | 2009 | inżynieria dźwięku                                            | [ 10 ] |
| Liber – Wczoraj i dziś                          | 2009 | muzyka                                                        | [ 11 ] |
| Azarath – Praise the Beast                      | 2009 | mastering                                                     | [ 12 ] |
| Rumours About Angels – Birth Process            | 2009 | mastering                                                     | [ 13 ] |
| Hrv. – Anaesthesia                              | 2009 | mastering                                                     | [ 14 ] |
| Blindead – Affliction XXIX II MXMVI             | 2010 | produkcja muzyczna, miksowanie, mastering, inżynieria dźwięku | [ 15 ] |
| Obscure Sphinx – Anaesthetic Inhalation Ritual  | 2011 | miksowanie, mastering                                         | [ 16 ] |
| Sylwia Grzeszczak – Sen o przyszłości           | 2011 | gitara, gitara basowa, produkcja, inżynieria dźwięku          | [ 17 ] |
| Access Denied – Touch of Evil                   | 2011 | produkcja muzyczna, miksowanie                                | [ 18 ] |
| Broken Betty – The Sorry Eye                    | 2012 | inżynieria dźwięku, miksowanie, mastering                     | [ 19 ] |
| Ethelyn – No Glory to the God                   | 2012 | inżynieria dźwięku, mastering                                 | [ 20 ] |
| Ewelina Lisowska – Aero-Plan                    | 2013 | produkcja, miksowanie, muzyka, gitara, gitara basowa          | [ 21 ] |
| Obscure Sphinx – Void Mother                    | 2013 | miksowanie, mastering, realizacja nagrań                      | [ 22 ] |
| Sylwia Grzeszczak – Komponując siebie           | 2013 | gitara, aranżacje, realizacja nagrań                          | [ 23 ] |

## Filmografia
| Tytuł               | Rok  | Uwagi                                                         | Źródło |
| ------------------- | ---- | ------------------------------------------------------------- | ------ |
| „W stepie szerokim” | 2007 | reżyseria: Abelard Giza, muzyka, sound design, udźwiękowienie | [ 24 ] |
| „Towar”             | 2005 | reżyseria: Abelard Giza, muzyka, udźwiękowienie               | [ 24 ] |

## Nagrody i wyróżnienia
| Rok  | Nagroda        | Kategoria               | Tytułem               | Uwagi     | Źródło |
| ---- | -------------- | ----------------------- | --------------------- | --------- | ------ |
| 2010 | Fryderyki 2010 | Produkcja Muzyczna Roku | Behemoth – Evangelion | Nominacja | [ 25 ] |
| 2012 | Fryderyki 2012 | Album roku metal        | Pneuma – Apatia       | Nominacja | [ 26 ] |